# Jaime Sánchez Muñoz
Jaime Sánchez Muñoz (Chiclana de la Frontera, Cádiz, 11 de marzo de 1995) es un futbolista español que juega como defensa en el F. C. Penafiel de la Segunda División de Portugal.

## Carrera deportiva
Debutó en la cantera del APA Sancti Petri en 2002, equipo en el que estuvo hasta 2009. Jugó 3 años en la cantera del Cádiz C. F. (2009-12). En 2012, ingresó al juvenil del Real Madrid. Subió al Real Madrid Castilla en 2014. También jugó en la selección española sub-17, 18, 19 y 21, donde disputó un total de 17 partidos.
En julio de 2016 firmó como cedido con el C. E. Sabadell F. C., tras una temporada en blanco. Allí tampoco llegó a debutar por las lesiones. Su siguiente partido oficial tuvo lugar 861 días después del último, con el Castilla el 24 de septiembre de 2017.
En 2018 fichó por el Real Valladolid C. F., para jugar en su filial, el Real Valladolid Promesas en el Grupo II de la Segunda División B. Durante la temporada 2019-20 disputó 24 partidos y jugó el playoff de ascenso a Segunda División.
En agosto de 2020 regresó al C. E. Sabadell F. C., por aquel entonces en la Segunda División. Tras una temporada en el conjunto arlequinado, en julio de 2021 se comprometió por un año con el R. C. Deportivo de La Coruña. Finalmente permaneció cuatro campañas, en las que disputó 98 partidos, y en julio de 2025, una vez ya había expirado su contrato, fichó por el F. C. Penafiel.

## Clubes
| Club                           | País     | Año       |
| ------------------------------ | -------- | --------- |
| Real Madrid C. F. "C"          | España   | 2013-2014 |
| Real Madrid Castilla C. F.     | España   | 2014-2019 |
| C. E. Sabadell C. F. (cedido)  | España   | 2016-2017 |
| Real Valladolid C. F. Promesas | España   | 2019-2020 |
| C. E. Sabadell C. F.           | España   | 2020-2021 |
| R. C. Deportivo de La Coruña   | España   | 2021-2025 |
| F. C. Penafiel                 | Portugal | 2025-act. |